# 토드 룬드그렌
토드 룬드그렌(영어: Todd Rundgren, 1948년 6월 22일 ~ )은 미국의 멀티플레이어, 가수, 작곡가 및 음반 제작자로, 솔로 가수로서 그리고 밴드 유토피아의 멤버로서 다양한 스타일을 공연했다. 그는 세련되고 종종 비정통적인 음악, 화려한 무대 의상, 그리고 나중에 대화형 매체를 사용한 실험으로 유명하다. 그는 또한 혁신적인 뮤직 비디오를 제작했고 멀티미디어의 형태를 개척했으며, 1990년대 후반의 음악 배급 수단으로 인터넷을 사용하는 것과 같은 다양한 컴퓨터 기술의 얼리 어답터이자 발기인이었다. 2017년도에 버클리 음악 대학에서 명예 박사 학위를 수여받았다.